# Маркіян Камиш
Маркіян Камиш (19 жовтня 1988, Київ) — український письменник.

## Біографія
Народився в сім‘ї ліквідатора. Чотири роки вивчав історію в Київському національному університеті імені Т. Г. Шевченка. З 2010 року досліджував Чорнобильську зону як сталкер. Учасник Мовного Майдану і Революції Гідності з перших днів. Військовий, учасник оборони Бахмута.

## Твори
«Оформляндія»

Занурення в страшну трагедію аварії в Чорнобилі у спогадах письменника, батько якого працював ліквідатором.
«Оформляндія. Чормет. Ряска»

Друге видання книги під назвою «Оформляндія. Чормет. Ряска» — збірка творів автора.
«Хазяїн»

Це роман про Україну «нульових» і «десятих». Екзистенційна драма про екологію і корупцію. Портрет епохи та українського повсякдення на тлі автентики глухого Полісся і неонового кіберпанку київських «спальників». Історія про «абсолютного невдаху». Дослідження ностальгії та травми. Того, як вони призводять до хибних рішень, аутсайдерства і поразок.